# Krzemieniewo (stacja kolejowa)
Krzemieniewo – stacja kolejowa położona we wsi Krzemieniewo w województwie wielkopolskim, w powiecie leszczyńskim, w gminie Krzemieniewo.
Budynek dworca w Krzemieniewie jest budynkiem piętrowym, częściowo otynkowanym z wielopłaszczyznowym dachem. O jego budowie zadecydowało połączenie kolejowe Leszna z Jarocinem, które nastąpiło 1 października 1888, jednak sama stacja w Krzemieniewie powstała znacznie później. Jej powstanie datowane jest na dwudziestolecie międzywojenne. Istniała z pewnością przed 1 stycznia 1938.
W okresie świetności budynek dworca posiadał czynną kasę biletową i poczekalnię dla podróżnych. Stacja Krzemieniewo była stacją przeładunkową, wraz ze specjalnie wybudowaną bocznicą dla mieszalni pasz Cargill (obecnie nieczynna). Nadal pełni również funkcje pasażerskie dla planowych kursów autobusów szynowych na trasie Leszno – Jarocin – Leszno
W grudniu 2011 roku na odcinku z Jarocina do Kąkolewa został zawieszony ruch pasażerski.
Obecnie na linii Kąkolewo - Gostyń prowadzony jest ruch towarowy dla cukrowni w Gostyniu.